# Воскобойников, Михаил Григорьевич
Михаи́л Григо́рьевич Воскобо́йников (1912—1979) — советский учёный, доктор филологических наук, лингвист-северовед, литературовед, фольклорист, писатель и переводчик
Автор более 100 научных работ в области этнографии и фольклора народов Севера, перевел на эвенкийский язык 30 книг русской художественной прозы. Член Союза писателей СССР.

## Биография
Родился 12 июля (25 июля по новому стилю) 1912 года в посёлке Ченча Российской империи, ныне Северо-Байкальского района Бурятии.
Окончив баргузинскую среднюю школу, работал учителем в кочевых школах для эвенков. В 1935 году приехал в Ленинград, где в 1940 году окончил северное отделение Ленинградского государственного педагогического института (ЛГПИ, ныне Российский государственный педагогический университет имени А. И. Герцена) и затем аспирантуру Ленинградского государственного университета. Член ВКП(б)/КПСС с 1940 года. С 1937 года Воскобойников был сотрудником Института народов Севера, преподавал на северном факультете Ленинградского восточного института.
Принимал участие в Великой Отечественной войне, дважды был ранен.
После войны в 1947 году защитил кандидатскую диссертацию на тему «Устное творчество баунтовских эвенков (тунгусов)» и с 1948 года преподавал на факультете народов Севера ЛГПИ.
18 декабря 1952 года М. Г. Воскобойников был арестован и обвинен по ст. 58-10, ч. 1 УК РСФСР. 17 июля этого же года осужден Военным трибуналом войск МГБ Ленинградской области на 10 лет ИТЛ с лишением медалей и офицерского звания. После двух с половиной лет заключения постановлением главного военного прокурора от 25 февраля 1955 года дело было прекращено за отсутствием состава преступления. После освобождения Михаил Григорьевич вернулся к работе в ЛГПИ, преподавал и заведовал кафедрой языков народов Севера. В 1965 году защитил докторскую диссертацию на тему «Прозаические жанры эвенкийского фольклора : в 2-х томах», стал профессором.
Умер 2 февраля 1979 года в Ленинграде.
Был награждён орденом Красной Звезды и медалями, в числе которых «За оборону Ленинграда». 
Заслуженный деятель науки РСФСР (1972).